# 聖胡安德洛斯卡約斯
聖胡安德洛斯卡約斯（西班牙語：San Juan de los Cayos），是委內瑞拉的城鎮，位於該國西北部法爾孔州，是阿卡斯塔市的首府，主要經濟活動是旅遊業和農業，2011年人口18,960。